# Software educação especial
Um software de educação especial é um programa de computador que permite auxiliar as pessoas com necessidades educativas especiais, e o uso na Educação Especial e Educação inclusiva.